# Зак Гемсі
Зак Гемсі (англ. Zack Hemsey, нар. 30 травня 1983) — американський композитор, музикант, музичний продюсер, роботи якого найбільш відомі через їхнє використання в кінострічках та кінотрейлерах. Найвідоміший приклад — це кінотрейлер до фільму Початок, де використали його композицію «Mind Heist». Через хибні уявлення, багато людей приписують цей трек Гансу Ціммеру, який проте скомпонував музику для самої кінострічки. Композиція «Mind Heist» була також використана, як вступний трек для відеогри «Madden NFL 12» та час від часу використовується в телевізійному шоу «America's Got Talent». Композиції Гемсі з'являлися в кінотрейлерах для таких фільмів як Місто, Лінкольн, Два стволи та багато інших. Композиція «Vengeance» з'являлася в кінострічці Праведник, у трейлері до другого сезону телесеріалу Гра престолів, трейлері до міні-серіалу «24: Live Another Day».
Гемсі розпочинав свою кар'єру як композитор маловідомого хіп-хоп гурту «Nine Leaves», де був одним з п'яти виконавців та автором текстів. Почав свою соло-кар'єру в 2010 році, презентувавши альбом «Empty Room». Гемсі продовжує випускати свою музику без принадлежності до будь-яких лейблів. У його музиці простежується поєднання таких музичних стилів як хіп-хоп, альтернативний рок та інструменталка.
Гемсі пише багато статей на різну тематику, публікуючи їх у своєму особистому блозі за назвою «Thoughts & Ramblings». У своїх статтях він пише, наприклад, про різницю між митцем та артистом, музичну індустрію, народження та виховання своїх дітей, дослідницьку працю про рідкісний синдром Гієна — Барре, який може виникнути у новонароджених дітей.
Проживає в Нью-Йорку та є батьком двох дітей.

## Дискографія
Альбоми
- «Empty Room» ― Березень 2010
- «The Way» ― Червень 2011
- «RONIN» ― Квітень 2013
- «NOMAD» ― Листопад 2016
- «GOLIATH (Original Motion Picture Soundtrack to a Film That Doesn't Exist)» ― Березень 2018

Мініальбоми (EPs)
- «Mind Heist» ― Травень 2011
- «The Candidate (Original Motion Picture Soundtrack)» ― Жовтень 2011
- «That Which You Seek» ― Січень 2012

Сингли
- «Empty Room (Trailer Version)» ― Червень 2010
- «R.E.F. (Warrior's Lullabye)» ― Вересень 2010
- «Lifespan (Resurrection)» ― Травень 2011
- «Revelations (Remix)» ― Березень 2011
- «Changeling (New Beginnings)» ― Березень 2011
- «The Home of a People» ― Червень 2012
- «Finding Home» ― Червень 2012

Бонусний контент
- «Empty Room (The Instrumentals)» ― Березень 2010
- «The Way (Bonus Disk)» ― Червень 2011
- «RONIN (Instrumentals)» ― Квітень 2014
- «NOMAD (Instrumentals)» ― Січень 2017

Музичні відеокліпи
- «Waiting Between Worlds» ― Квітень 2012[17]

Студійні альбоми (в складі Nine Leaves)
- «Nine Leaves» ― Січень 2006
- «Peace In Death» ― Серпень 2008

## Музика в трейлерах
| Кінострічка                     | Композиція             | Рік  |
| ------------------------------- | ---------------------- | ---- |
| Початок                         | «Mind Heist»           | 2010 |
| Місто                           | «Redemption»           | 2010 |
| Trust                           | «Changeling»           | 2010 |
| Коли падають небеса             | «See What I've Become» | 2011 |
| Гра престолів                   | «Vengeance»            | 2012 |
| Transformers: Fall of Cybertron | «The Way»              | 2012 |
| Лінкольн                        | «End of an Era»        | 2012 |
| Parade's End                    | «Facing Demons»        | 2013 |
| G.I. Joe: Атака Кобри 2         | «See What I've Become» | 2013 |
| Не згасне надія                 | «Fade Away»            | 2013 |
| Джек Раян: Теорія хаосу         | «Vengeance»            | 2013 |
| 24: Live Another Day            | «Vengeance»            | 2014 |
| The Riot Club                   | «Vengeance»            | 2014 |
| Праведник                       | «Vengeance»            | 2014 |
| Фатальна пристрасть             | «End of an Era»        | 2015 |
| A Most Violent Year             | «The Way»              | 2015 |
| Інсургент                       | «See What I've Become» | 2015 |
| Пан Робот                       | «Nice to Meet Me»      | 2016 |
| Titanfall 2                     | «See What I've Become» | 2016 |
| Відкриття відьом                | «The Way»              | 2018 |